# Легницкое княжество
Легницкое княжество (пол. Księstwo Legnickie, чеш. Knížectví lehnické) или Герцогство Лигниц (нем. Herzogtum Liegnitz) — одно из средневековых силезских княжеств.

## История
В 1248 году достигший совершеннолетия Генрих III Белый потребовал от своего старшего брата — вроцлавского князя Болеслава II Рогатки — свою долю отцовского наследства. Генриха поддержало вроцлавское дворянство, и Болеславу пришлось отдать ему центральную часть княжества, где находился Вроцлав. Сам же Болеслав предпочёл удалиться в Легницу, рядом с которой начала развиваться добыча золота. После этого своей доли потребовал другой брат — Конрад — который ранее выбрал себе духовную карьеру и стал епископом Пассауским — так в 1251 году второй раз образовалось Глогувское княжество.
Сын Болеслава Генрих V Брюхатый, ставший князем в 1278 году, сумел расширить территорию княжества. После продолжительной борьбы с Генрихом IV Пробусом он сумел после его смерти в 1290 году получить при поддержке чешского короля Вацлава II Вроцлавское княжество, объединив тем самым Легницкие и Вроцлавские земли под единым управлением. После смерти Генриха в 1296 году, когда его сыну Болеславу III было всего 5 лет, его защиту взял на себя Вацлав II, тем самым сильно увеличив чешское влияние в Силезии. В 1303 году Болеслав был посватан за дочь Вацлава — семилетнюю Маргарет.
В 1305 году скончался Вацлав II, а в следующем году был убит его сын и наследник Вацлав III, в результате чего Болеслав III неожиданно стал одним из главных претендентов на чешский престол. Впрочем, его борьба за чешскую корону и польские земли оказалась безуспешной и при этом подорвала экономику Легницко-Вроцлавских земель. В 1311 году под нажимом местных дворян Болеслав III был вынужден разделить свои земли на три княжества: Легницкое, Вроцлавское и Бжегское. Бжегское было самым маленьким и самым бедным из трёх, и потому было решено, что тот, кто выберет его, получит денежную компенсацию от двух других братьев. Будучи старшим из трёх братьев, Болеслав имел право первым сделать выбор, и, к удивлению многих, он выбрал себе Бжегское княжество, предпочтя получить заодно и деньги для решения собственных финансовых проблем. Легницкое княжество досталось младшему брату — Владиславу. Через год Болеслав забрал Легницкое княжество себе, так как Владислав не смог выполнить свои финансовые обязательства по дележу наследства. Владислав ещё два года пытался выплатить долг и вернуть княжество, но не преуспел в этом и выбрал себе духовную карьеру.
Будучи владельцем Легницы и Бжега, Болеслав начал вести активную внешнюю политику, вмешиваясь в чешские и польские дела. Это привело к конфликту с его братом Генрихом IV, князем вроцлавским, что вылилось в конце 1320-х годов в ряд вооружённых конфликтов, в которых Генриха спасли лишь высокие стены Вроцлава.
В 1329 году в Силезию неожиданно вернулся Владислав, который предъявил свои претензии на Легницкое княжество и объявил себя вассалом чешского короля Яна Люксембургского. Не имея ресурсов для борьбы против столь мощного противника, Болеслав 9 мая 1329 года также принёс во Вроцлаве вассальную присягу чешскому королю.
В 1419 году легницкая ветвь Силезских Пястов пресеклась, и княжество перешло к бжегскому князю Людвигу II. Так как он не имел сыновей, в 1449 году княжество было аннексировано чешским королём как владение, оставшееся без владельца. Пять лет спустя княжество было восстановлено и передано Фридриху I, сыну дочери Людвига II.
В 1537 году герцог Фридрих II подписал соглашение о наследстве с курфюрстом Бранденбургском Иоахимом II Гектором, двоюродным братом своей второй жены Софьи. Однако король Чехии Фердинанд I, пресекавший любое  усиление влияния Гогенцоллернов в пределах земель Габсбургов, объявил соглашение недействительным.
После того как в 1526 году король Людовик II погиб в Мохачской битве, все земли Чешской короны, включая Легницкое княжество, перешли к Габсбургской монархии. После смерти в 1675 году последнего легницкого правителя из силезских Пястов — Георга Вильгельма — княжество перешло под прямое габсбургское управление, несмотря на претензии, выдвинутые курфюрстом Фридрихом Вильгельмом Бранденбургским, ссылавшимся на договор 1537 года. Для прусского короля Фридриха Великого старый спор был предлогом для оправдания его действий во время Первой Силезской войны: в 1742 году большая часть Силезии, включая Легницу, была оккупирована прусской армией. Наконец, в 1763 году герцогство потеряло большую часть своих привилегий и было присоединено к Пруссии в соответствии с Губертусбургским мирным договором.

## Князья Легницы
| #                                                | Портрет                         | Имя (годы жизни)                                                     | Родители                                                   | Годы правления       | Примечания |
| ------------------------------------------------ | ------------------------------- | -------------------------------------------------------------------- | ---------------------------------------------------------- | -------------------- | --- |
| 1                                                |                                 | Болеслав II Рогатка (1220/1225 — 26/31 декабря 1278)                 | Генрих II Набожный Анна Легницкая                          | 1248-1278            | князь-принцепс Польши (князь Краковский) (в 1241 году), князь Вроцлавский (с 1241 по 1248 год) |
| 2                                                |                                 | Конрад I Глоговский (1228/1231 — 6 августа 1273/1274)                | Генрих II Набожный Анна Легницкая                          | 1248-1251            | князь Глогувский (с 1251 по 1273/1274 год) |
| 3                                                |                                 | Генрих V Брюхатый (1245/1250 — 22 февраля 1296)                      | Болеслав II Рогатка Хедвиг Ангальтская                     | 1278-1296            | князь Яворский (с 1273 по 1278 год), князь Вроцлавский (с 1290 по 1296 год) |
| 4                                                |                                 | Болеслав III Расточитель (23 сентября 1291 — 21 апреля 1352)         | Генрих V Брюхатый Елизавета Калишская                      | 1296-1311            | князь Вроцлавский (с 1296 по 1311 год), князь Глогувский (с 1306 по 1307 год), князь Опавский (с 1308 по 1311 год), князь Бжегский (с 1311 по 1352 год), князь Намыслувский (с 1323 по 1338 год и в 1342 году) |
| 5                                                |                                 | Генрих VI Добрый (18 марта 1294 — 24 ноября 1335)                    | Генрих V Брюхатый Елизавета Калишская                      | 1296-1311            | князь Вроцлавский (с 1296 по 1335 год) |
| 6                                                |                                 | Владислав Легницкий (6 июня 1296 — после 13 января 1352)             | Генрих V Брюхатый Елизавета Калишская                      | 1296-1312            | князь Вроцлавский (с 1296 по 1311 год) |
| 4                                                |                                 | Болеслав III Расточитель (23 сентября 1291 — 21 апреля 1352)         | Генрих V Брюхатый Елизавета Калишская                      | 1312-1342            | второе правление |
| 7                                                |                                 | Вацлав I Легницкий (1310/1318 — 2 июня 1364)                         | Болеслав III Расточитель Маркета Пржемысловна              | 1342-1345            | князь Намыслувский (с 1338 по 1342 год), князь Хойнувский (с 1345 по 1346 год), князь Злоторыйский (с 1345 по 1364 год)                                                                                        |
| 8                                                |                                 | Людвик I Бжегский (1313/1321 — 6/23 декабря 1398)                    | Болеслав III Расточитель Маркета Пржемысловна              | 1342-1346            | князь Любинский (с 1348 по 1398 год), князь Бжегский (с 1358 по 1398 год), князь Хойнувский (с 1359 по 1398 год)                                                                                               |
| 7                                                |                                 | Вацлав I Легницкий (1310/1318 — 2 июня 1364)                         | Болеслав III Расточитель Маркета Пржемысловна              | 1346-1364            | второе правление |
| 9                                                |                                 | Руперт I Легницкий (27 марта 1347 — ок. 12 января 1409)              | Вацлав I Легницкий Анна Цешинская                          | 1364-1409            | |
| 10                                               |                                 | Вацлав II Легницкий (1348 — 30 декабря 1419)                         | Вацлав I Легницкий Анна Цешинская                          | 1364-1413            | епископ Любушский (с 1378 по 1382 год), епископ Вроцлавский и князь Ныский (с 1382 по 1417 год) |
| 11                                               |                                 | Болеслав IV Легницкий (1349/1352 — 3/4 марта 1394)                   | Вацлав I Легницкий Анна Цешинская                          | 1364-1394            | |
| 12                                               |                                 | Генрих VIII Легницкий (1350/1359 — 12 декабря 1398)                  | Вацлав I Легницкий Анна Цешинская                          | 1364-1398            | епископ Влоцлавека (с 1389 по 1398 год) |
| 13                                               |                                 | Людвик II Бжегский (1380/1385 — 30 апреля 1436)                      | Генрих VII Бжегский Маргарита Мазовецкая                   | 1413-1436            | князь Бжегский (с 1399 по 1436 год) |
| 14                                               |                                 | Елизавета Бранденбургская (1 мая/29 сентября 1403 — 31 октября 1449) | жена Людвика II Бжегского                                  | 1436-1449            | вдовий удел |
| В составе земель Чешской короны                  | В составе земель Чешской короны | В составе земель Чешской короны                                      | В составе земель Чешской короны                            | 1449-1454            | |
| 15                                               |                                 | Фридрих I Легницкий (3 мая 1446 — 9 мая 1488)                        | Иоганн I Любинский Ядвига Легницкая                        | 1454-1488            | князь Олавский (с 1454 по 1488 год), князь Хойнувский (с 1453 по 1488 год), князь Бжегский (с 1481 по 1488 год), князь Любинский (с 1482 по 1488 год)                                                          |
| 16                                               |                                 | Иоганн II Легницкий (1477 — 6 марта 1495)                            | Фридрих I Легницкий Людмила из Подебрад                    | 1488-1495            | |
| 17                                               |                                 | Фридрих II Легницкий (12 февраля 1480 — 17 ноября 1547)              | Фридрих I Легницкий Людмила из Подебрад                    | 1488-1547            | князь Волувский (с 1523 по 1547 год), князь Зембицкий (с 1542 по 1547 год), князь Бжегский (с 1503 по 1505 и с 1521 по 1547 год), князь Хойнувский (с 1488 по 1547 год), князь Олавский (с 1503 по 1547 год)   |
| 18                                               |                                 | Ежи (Георг) I Бжегский (1481/1483 — 30 августа 1521)                 | Фридрих I Легницкий Людмила из Подебрад                    | 1488-1505            | князь Бжегский (с 1503 по 1521 год), князь Любинский (с 1505 по 1521 год), князь Олавский (с 1503 по 1505 год)                                                                                                 |
| 19                                               |                                 | Фридрих III Легницкий (22 февраля 1520 — 15 декабря 1570)            | Фридрих II Легницкий София Бранденбург-Ансбах-Кульмбахская | 1547-1551            | князь Любинский (с 1550 по 1551 год) |
| 20                                               |                                 | Генрих XI Легницкий (23 февраля 1539 — 3 марта 1588)                 | Фридрих III Легницкий Екатерина Мекленбург-Шверинская      | 1551-1556            | |
| 19                                               |                                 | Фридрих III Легницкий (22 февраля 1520 — 15 декабря 1570)            | Фридрих II Легницкий София Бранденбург-Ансбах-Кульмбахская | 1556-1559            | второе правление |
| 20                                               |                                 | Генрих XI Легницкий (23 февраля 1539 — 3 марта 1588)                 | Фридрих III Легницкий Екатерина Мекленбург-Шверинская      | 1559-1576, 1580-1581 | второе и третье правление |
| 21                                               |                                 | Фридрих IV Легницкий (20 апреля 1552 — 27 марта 1596)                | Фридрих III Легницкий Екатерина Мекленбург-Шверинская      | 1571-1576, 1580-1596 | |
| 22                                               |                                 | Иоахим Фридрих Бжегский (29 сентября 1550 — 25 марта 1602)           | Георг II Бжегский Барбара Бранденбургская                  | 1596-1602            | князь Волувский (с 1586 по 1602 год), князь Бжегский (с 1595 по 1602 год), князь Олавский (с 1586 по 1592 и с 1594 по 1602 год)                                                                                |
| 23                                               |                                 | Иоганн Кристиан Бжегский (28 августа 1591 — 25 декабря 1639)         | Иоахим Фридрих Бжегский Анна Мария Ангальтская             | 1602-1612            | князь Волувский (с 1602 по 1612 год), князь Бжегский (с 1602 по 1633 год), князь Олавский (с 1605 по 1633 год)                                                                                                 |
| 24                                               |                                 | Георг (Ежи) Рудольф Легницкий (22 января 1595 — 14 марта 1653)       | Иоахим Фридрих Бжегский Анна Мария Ангальтская             | 1602-1653            | князь Волувский (с 1602 по 1653 год), князь Бжегский (с 1602 по 1612 год) |
| 25                                               |                                 | Георг (Ежи) III Легницкий (4 сентября 1611 — 4 июля 1464)            | Иоганн Кристиан Бжегский Доротея Сибилла Бранденбургская   | 1653-1654            | князь Волувский (с 1653 по 1654 год), князь Бжегский (с 1639 по 1664 год), князь Олавский (с 1639 по 1654 год)                                                                                                 |
| 26                                               |                                 | Людвик IV Легницкий (19 апреля 1616 — 24 ноября 1663)                | Иоганн Кристиан Бжегский Доротея Сибилла Бранденбургская   | 1653-1663            | князь Волувский (с 1653 по 1654 год), князь Бжегский (с 1639 по 1654 год), князь Олавский (с 1639 по 1654 год)                                                                                                 |
| 27                                               |                                 | Кристиан Бжегский (19 апреля 1618 — 28 февраля 1672)                 | Иоганн Кристиан Бжегский Доротея Сибилла Бранденбургская   | 1653-1654            | князь Волувский (с 1653 по 1672 год), князь Бжегский (с 1639 по 1654 и с 1664 по 1672 год), князь Олавский (с 1639 по 1672 год)                                                                                |
| 25                                               |                                 | Георг (Ежи) III Легницкий (4 сентября 1611 — 4 июля 1464)            | Иоганн Кристиан Бжегский Доротея Сибилла Бранденбургская   | 1663-1664            | второе правление |
| 27                                               |                                 | Кристиан Бжегский (19 апреля 1618 — 28 февраля 1672)                 | Иоганн Кристиан Бжегский Доротея Сибилла Бранденбургская   | 1663-1672            | второе правление |
| 28                                               |                                 | Георг (Ежи) Вильгельм (29 сентября 1660 — 21 ноября 1675)            | Кристиан Бжегский Луиза Ангальт-Дессауская                 | 1672-1675            | князь Бжегский (с 1672 по 1675 год) |
| В 1675 году вошло в состав земель Чешской короны |                                 |                                                                      |                                                            |                      | |